# محمد المشهدي القمي
الميرزا محمد بن محمد رضا بن إسماعيل بن جمال الدين القُمّي المشهدي (ت. 1125 هـ). هو رجل دين وفقيه ومُحدّث ومُفسّر شيعي إيراني؛ مشهورٌ لتأليفه كتابه التفسيري كنز الدقائق حتى صار يُعرف به فيُقال له صاحب كنز الدقائق. وهو حاصلٌ على إجازة الرواية من محمد باقر المجلسي،(1) كما كتب له المجلسي تقريظاً على تفسيره في الثامن عشر من ذي الحجّة 1102 هـ، والمشهدي هو أحد تلامذة المجلسي. وهو محل توثيق عند من ترجموا له؛ كالحر العاملي،(2) وأحمد الحسيني.(3)

## مؤلفاته
| - كنز الدقائق وبحر الغرائب. هو كتابٌ في تفسير القرآن. - إنجاز المطالب في الفوز بالمآرب. - ستهء ضروريه. باللغة الفارسية، وقد ذكر آغا بزرگ الطهراني أنه ست مقدمات في إثبات الإمامة. - التحفة الحسينية في عمل السنة. - الحاشية على حاشية البهائي على تفسير البيضاوي. - الصيد والذبائح. | - سلم درجات الجنة. كتابٌ في المرويات الشيعية التي تحكي فضائل ومناقب لعلي بن أبي طالب. - شرح الصحيفة السجاديّة. - شرح على الزيارة الرجبية. - شرح الترصيف في علم التصريف. - كاشف الغمة. رسالة في تواريخ الأئمة في أربعة عشر مقالة. |

## الهوامش
| - 1 - هذا وللمجلسي كلامٌ في الثناء على المشهدي ذكره في تقريظه على تفسيره، وقد وُثّق في بعض الكتاب، وهو قوله: ”لله در المولى الأولى الفاضل الكامل المحقق المدقق البدل النحرير كشاف دقائق المعاني بفكره الثاقب ونقاد جواهر الحقائق برأيه الصائب، أعني الخبير الأسعد الأرشد؛ فلقد أحسن وأتقن وأفاد وأجاد وفسر الآيات البينات بالآثار المروية عن الأئمة السادات“. | - 2 - كان الحر العاملي مُعاصراً له وقد ذكره وأشار إليه في كتابه أمل الآمل في تراجم علماء جبل عامل ووصفه بأنّهُ: ”فاضلٌ معاصر“. - 3 - أفرد له الحسيني ترجمة مختصرة في كتابه تلامذة المجلسي وقال عنه: ”عالمٌ فاضل مفسر محدث جامع“. |